# Lunare Niederfrequenzinterferometrie
Lunare Niederfrequenzinterferometrie ist ein Ansatz, der derzeit vor allem von Radioastronomen aus den Niederlanden und der Volksrepublik China verfolgt wird, um die abschirmende Wirkung der Ionosphäre auf elektromagnetische Wellen von unter 30 MHz zu umgehen. Der eingebürgerte Ausdruck „Niederfrequenz“ bzw. „Langwelle“ (甚低频 bzw. 超长波, englisch very low frequency bzw. ultra-long wavelength)
ist dabei etwas irreführend; die Radioastronomen meinen den Frequenzbereich, der im Rundfunk als „Kurzwelle“ bezeichnet wird. Bislang wurden drei Probeantennen hinter dem Mond platziert, alle im Zusammenhang mit der Chang’e-4-Mission der Nationalen Raumfahrtbehörde Chinas: eine Tripolantenne der Radboud-Universität Nijmegen auf dem Relaissatelliten Elsternbrücke, ein Mikrosatellit der Polytechnischen Universität Harbin und eine Tripolantenne der Chinesischen Akademie der Wissenschaften auf dem Lander der Sonde.

## Prinzip

Reflexion an der Ionosphäre

Eine der Eigenschaften der Ionosphäre in etwa 100–200 km Höhe über der Erde ist es, elektromagnetische Wellen unterhalb von 30 MHz zu reflektieren, ein Effekt, den sich unter anderem Funkamateure zunutze machen, um über lange Strecken zu kommunizieren. Für die Radioastronomie bedeutet das jedoch, dass Signale aus diesem Frequenzbereich nicht bis zur Erdoberfläche durchdringen können. Bei einem Radioteleskop in der Erdumlaufbahn ist die Situation wegen der elektromagnetischen Verschmutzung nicht wesentlich besser. Bereits 1973 platzierte die NASA mit RAE-B einen Satelliten in der Mondumlaufbahn, der radioastronomische Beobachtungen im Bereich von 25 kHz bis 13,1 MHz machte. In den 1990er Jahren wurde dann unter anderem von der ESA darüber diskutiert, bei der Landung einer Sonde auf der Rückseite des Mondes als Nutzlast ein Niederfrequenz-Spektrometer mitzunehmen, das zusammen mit einem entsprechenden Gerät auf einem Relaissatelliten als Interferometer fungieren könnte, bei dem die Masse des Mondes einen großen Teil der Störstrahlung von der Erde abschirmen würde. Die Europäer waren hierbei vor allem an der Beobachtung der 21-cm-Linie aus dem Dunklen Zeitalter 380.000 Jahre nach dem Urknall (also vor etwa 13 Milliarden Jahren) interessiert, die, bedingt durch Rotverschiebung aufgrund der Ausdehnung des Universums, mit weniger als 40 MHz im Sonnensystem ankommt.
In China war man seinerzeit mehr an Sonnenbeobachtung denn an den Tiefen des Weltalls interessiert – da China aufgrund der Größe des Landes stark auf Satelliten setzt, von der Vegetationstrockenheitsbeobachtung/Waldbrandverhinderung bis zur Telekommunikation, hat dort die Erforschung des Weltraumwetters einen hohen wirtschaftlichen Stellenwert. Etwa zeitgleich zur ESA erarbeiteten die Nationalen Astronomische Observatorien der Chinesischen Akademie der Wissenschaften zusammen mit dem Institut für Elektronik der Akademie der Wissenschaften (中国科学院电子学研究所) eine Machbarkeitsstudie über ein Sonneninterferometer im Weltraum oder auf der Oberfläche des Mondes, ähnlich dem Miyun Synthesis Radio Telescope das seit 1967 am Observatorium Miyun bei Peking in Betrieb ist. Ein Modell mit zwei Prototyp-Antennen wurde gebaut und Interferometrie-Experimente durchgeführt, die relativ gute Ergebnisse lieferten. Als China im Jahr 2014 nach der erfolgreichen Landung von Chang’e 3 auf der erdzugewandten Seite des Mondes ankündigte, in einem nächsten Schritt auf der Rückseite des Mondes landen zu wollen, stand als eine der ersten Nutzlasten ein Niederfrequenzspektrometer für die radioastronomische Beobachtung der Sonne fest.

## Chang’e-4-Lander

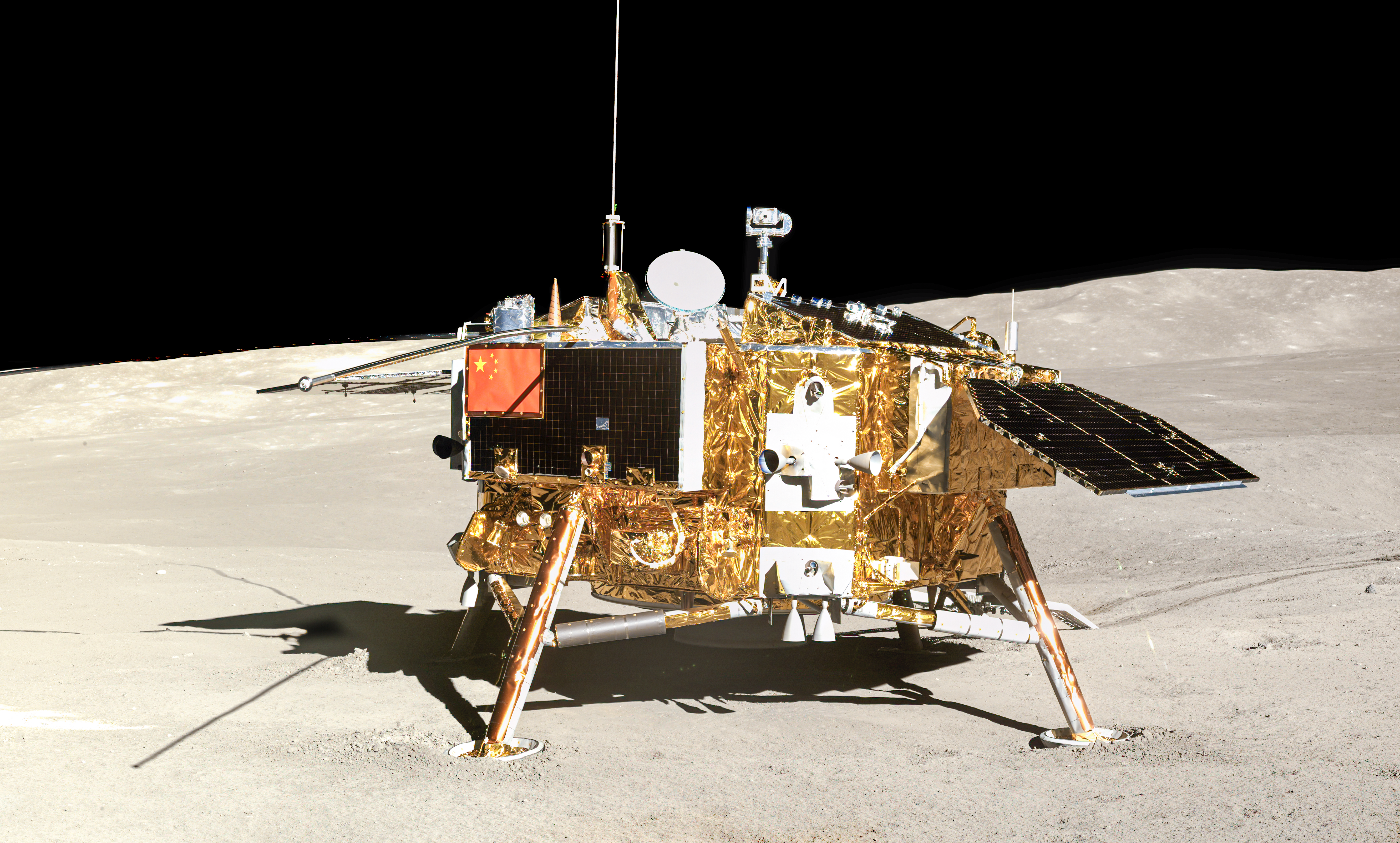
Lander von Chang’e 4. Links die drei Stabantennen.

Das Niederfrequenzspektrometer für den Lander der Mondsonde Chang’e 4, wegen der englischen Bezeichnung Very Low Frequency Radio Spectrometer im Ausland oft „VLFRS“ abgekürzt, wurde vom Pekinger Schwerpunktlabor für Elektromagnetische Strahlung und Erkundungstechnologie (电磁辐射与探测技术重点实验室) am Institut für Elektronik der Chinesischen Akademie der Wissenschaften entwickelt und gebaut. 
Drei 5 m lange,
senkrecht zueinander angeordnete, fest montierte aktive Antennen ermöglichen es, das elektrische Feld ankommender Signale in drei durch einen Vektor darstellbare Komponenten zu zerlegen. Nach weiterer Verarbeitung der Einzelsignale kann man Aussagen über die Position der Radioquelle, die Polarisation des Signals, sein Spektrum und die zeitliche Veränderung treffen. Die wissenschaftliche Leitung bei dem Projekt hat Ping Jinsong (平劲松, * 1968) von den Nationalen Astronomischen Observatorien der Chinesischen Akademie der Wissenschaften.
Das Herzstück des Spektrometers ist die Elektronikeinheit mit einem Dreikanal-Empfänger für 0,1–40 MHz, Stromversorgung, Referenzuhr mit 100 MHz Quarzoszillator und den Modulen für die Kommunikation mit dem Lander, der die Daten mit seinem Mikrowellen-Sender über den Relaissatelliten Elsternbrücke und die Großantennen in Miyun und Kunming an das Bodensegment des Mondprogramms in Peking schickt, wo die Datenpakete in eine tabellarische Form gebracht und den Wissenschaftlern zur Verfügung gestellt werden. Die Steuerung des Spektrometers erfolgt ebenfalls über den Datenbus des Landers: die Techniker beim Bodensegment schreiben Befehlszeilen zur Frequenzeinstellung des Empfängers etc., übermitteln diese über das Satellitenkontrollzentrum Xi’an an das Tiefraum-Netzwerk der Volksbefreiungsarmee, und diese schickt sie dann über eine ihrer drei, über die ganze Erde verteilten Antennen (Kaschgar, Giyamusi, Zapala) an die Mondsonde.
Die Hauptaufgabe des Spektrometers ist es, während des Mondtages, also alle zwei Wochen für zwei Wochen, die niederfrequente Strahlung der Sonne zu messen, insbesondere von Sonneneruptionen ausgelöste Radioblitze vom Typ II und III sowie Eruptionen in den oberen Schichten der Korona mit den sie begleitenden elektromagnetischen Wellen im 100-m- und 1000-m-Bereich. Außerdem können die Wissenschaftler den abschirmenden Effekt, den die (äußerst dünne) Ionosphäre des Mondes auf den Sonnenwind hat,
dazu nutzen, nähere Untersuchungen über die Mechanismen hinter den Veränderungen der Mondionosphäre durchzuführen, zumindest am Himmel über dem Südpol-Aitken-Becken, wo die Sonde am 3. Januar 2019 landete.
Das Niederfrequenzspektrometer besitzt abgesehen von der am 4. Januar 2019 einmalig zum Einsatz gekommenen Antennenausfahrmechanik keine beweglichen Teile, denen der Mondstaub zusetzen könnte. Ein größeres Problem war der bei der Konzeption des Spektrometers unterschätzte Radiolärm, den die Betriebssysteme des Landers erzeugten. Der Radiolärm war um zwei bis drei Größenordnungen lauter als die Signale der Sonne, die man beobachten wollte. Nun versucht man, die Störungen mit dem von dem schwedischen Radioastronomen Jan Högbom 1974 entwickelten CLEAN-Algorithmus herauszurechnen.

## Elsternbrücke
Anders als bei den vorangegangenen Mondmissionen lud das Zentrum für Monderkundungs- und Raumfahrtprojekte der Nationalen Raumfahrtbehörde Chinas bei Chang’e 4 auch auswärtige Forschungsinstitute dazu ein, sich mit Nutzlasten an der Mission zu beteiligen. Der Fachbereich Astrophysik an der Fakultät für Naturwissenschaften, Mathematik und Informatik der Radboud-Universität Nijmegen arbeitete unter der Führung von Heino Falcke, Professor für Astroteilchenphysik und Radioastronomie,
seit 2014 mit der Chinesischen Akademie der Wissenschaften, speziell dem Astronomischen Observatorium Shanghai und dem Nationalen Zentrum für Weltraumwissenschaften, an einem Projekt, bei dem vorgesehen war, nach dem Prinzip des von Falcke geleiteten Low Frequency Array (LOFAR) am Lagrangepunkt L2 hinter dem Mond ein Langwellen-Radiointerferometer aus einem „Mutterschiff“ und 8 Minisatelliten einzurichten, das sogenannte Decametres Space Linear Array, kurz „DSL“.

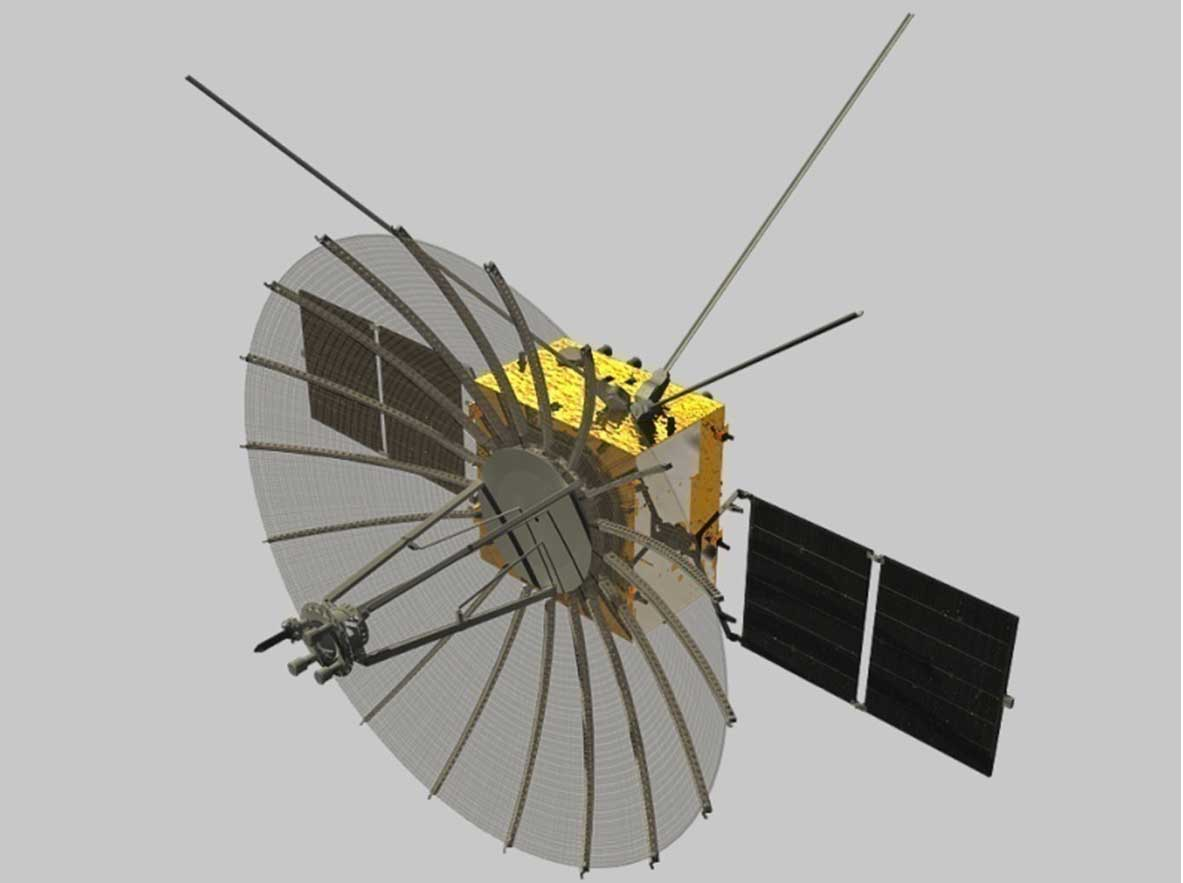
Relaissatellit Elsternbrücke. Hinten die drei Stabantennen.

Nachdem das DSL-Projekt 2015 von der ESA und der Chinesischen Akademie der Wissenschaften zugunsten des Solar Wind Magnetosphere Ionosphere Link Explorer (SMILE) zurückgestellt worden war,
bot sich nun an, auf dem Relaissatelliten Elsternbrücke, wo reichlich Strom und Nutzlastgewicht zur Verfügung stand, zunächst einen einzelnen Prototyp des geplanten Weltrauminterferometers mitfliegen zu lassen. Der sogenannte Netherlands-China Low-Frequency Explorer, kurz „NCLE“, besteht, wie bei der Version auf dem Lander, aus drei senkrecht zueinander angeordneten, 5 m langen Antennen – die Länge ergibt sich aus der Frequenz der die Wissenschaftler interessierenden Signale – auf der Rückseite des Satelliten. Der Satellit bleibt, während er in einem Halo-Orbit um den L2-Punkt kreist, immer so ausgerichtet, dass die Parabolantenne auf den Mond bzw. die dahinterliegende Erde zeigt, um seine Funktion als Relaisstation erfüllen zu können. Das bedeutet, die Antennen des NCLE sind immer in die Tiefen des Weltalls gerichtet. Die Parabolantenne der Elsternbrücke hat jedoch nur einen Durchmesser von 4,2 m, d. h. für Kalibrierungszwecke ist auch die Störstrahlung von der Erde zu empfangen; da der Orbit der Elsternbrücke einen wesentlich größeren Durchmesser als die Mondscheibe hat, bleibt die Erde immer im Blick.
Das Ziel der NCLE-Mission ist zunächst, die Störstrahlung im Erde-Mond-System zu messen, also menschlichen Funkverkehr, die im Zusammenhang mit Polarlichtern stehende Strahlung im Bereich zwischen 50 und 500 kHz bzw. Wellenlängen im 1000-m-Bereich (englisch Auroral Kilometric Radiation)
und das quasi-thermale Rauschen des interplanetaren Mediums. Wenn die Störstrahlung bekannt ist, kann sie aus den Signalen aus der Anfangszeit des Universums herausgerechnet werden und das Ergebnis dann mit den Messungen des Spektrometers auf dem Lander der Sonde verglichen werden, der durch die Masse des Mondes deutlich besser abgeschirmt ist. Daneben beabsichtigen die holländischen Astronomen, eine Niederfrequenzkarte des Sternenhimmels zu erstellen, die irdische Ionosphäre zu studieren und Pulsare im Niederfrequenzbereich zu entdecken.
Ein Halo-Orbit, wie er für die Elsterbrücke gewählt wurde, ist instabil und muss immer wieder leicht korrigiert werden, wobei jedes Mal 80 g Treibstoff benötigt werden. Ursprünglich ging man davon aus, dass das Hydrazin des Relaissatelliten im Jahr 2023 aufgebraucht sein würde,
was auch das Ende der NCLE-Mission bedeutet hätte. Im April 2019 hatte der Relaissatellit jedoch noch fast 50 kg Treibstoff übrig, was ihm eine theoretische Betriebsdauer von weiteren 10 Jahren garantierte.
Die Hauptaufgabe des Relaissatelliten Elsternbrücke ist, die von Lander und Rover der Chang’e-4-Mission ermittelten Daten von der Rückseite des Mondes zur Erde zu übertragen und die Steuersignale von der Erde zum Mond. Nachdem Jadehase 2 im Frühjahr 2019 Mantelmaterial aus den Tiefen des Mondes entdeckt und Anfang November 2019 die Marke von 300 zurückgelegten Metern durchbrochen,
also seine Ziele mehr als erfüllt hatte, beschloss die Nationale Raumfahrtbehörde Chinas, das Risiko einzugehen und die Antennen des NCLE auszufahren, deutlich später als ursprünglich geplant (Jadehase 1 hatte bereits nach zwei Monaten bzw. 114 m den Betrieb eingestellt). Unter der Aufsicht von Marc Klein Wolt, dem Leiter der NCLE-Gruppe an der Radboud-Universität,
und Eric Bertels von Innovative Solutions In Space, der Herstellerfirma der Antennen in Delft, begann man am 14. November 2019, also während auf der Rückseite des Mondes Nacht herrschte und Lander und Rover im Schlafmodus waren, mit dem Ausfahren der Antennen.
Zunächst musste der Relaissatellit so gedreht werden, dass die Antennengehäuse möglichst gleichmäßig von der Sonne beschienen wurden und die optimale Betriebstemperatur erreichten, dann wurde der Funkbefehl zum Ausfahren gegeben. Die lange Zeit im All – mehr als ein Jahr – scheint den Mechanismus jedoch beschädigt zu haben. Nachdem die Antennen anfangs problemlos hervorkamen, wurde dies im weiteren Verlauf immer schwieriger. Das holländische Team entschied daraufhin am 16. November, zunächst mit den kürzeren Antennen Daten zu sammeln, die Informationen über den Zustand des Universums etwa 800 Millionen Jahre nach dem Urknall, also dem Ende der Reionisierungsepoche liefern. Es ist geplant, zu einem späteren Zeitpunkt erneut zu versuchen, die Antennen auf ihre volle Länge von 5 m auszufahren, womit dann Beobachtungen von Ereignissen am Beginn des Dunklen Zeitalters möglich wären.

## Longjiang-2
Eine weitere Vorstudie für das DSL-Projekt waren die beiden unter der Leitung von Zhang Jinxiu (张锦绣, * 1978), einem Spezialisten für gruppenweise operierende Satelliten, am Institut für Satellitentechnologie der Fakultät für Raumfahrttechnik der Polytechnischen Universität Harbin (哈尔滨工业大学航天学院卫星技术研究所)
entwickelten und von der Chinesischen Akademie für Weltraumtechnologie gebauten Mikrosatelliten Longjiang-1 und Longjiang-2,
ursprünglich DSLWP-A1 und DSLWP-A2 genannt, wobei DSLWP für Discovering the Sky at Longest Wavelengths Pathfinder steht. Der später gewählte Name „Longjiang“ steht für „Heilongjiang“, der chinesische Name für den Fluss Amur und die nach ihm benannte Provinz, deren Hauptstadt Harbin ist. Die beiden Satelliten wogen betankt jeder nur 47 kg und waren nur 50 × 50 × 40 cm groß. Sie besaßen jeweils zwei, auf der Ober- bzw. Unterseite des Satelliten seitlich neben der fassförmigen Antriebseinheit angeordnete Tripolantennen, mit denen der Frequenzbereich von 1 MHz bis 30 MHz beobachtet werden konnte, und sollten ursprünglich in Formation fliegen, mit einem variablen Abstand von 1–10 km, wie es auch bei der Mikrosatellitenflotte des DSL-Projekts vorgesehen ist. Damit wäre wahre Interferometrie möglich gewesen.
Dies wäre ein sehr anspruchsvolles Unterfangen gewesen, selbst wenn man die Ausstattung der Satelliten nicht auf ein Mikro-Niveau reduziert hätte. Bei dem russischen RadioAstron-Projekt und dem japanischen Highly Advanced Laboratory for Communications and Astronomy (HALCA) arbeitete jeweils nur ein Satellit in der Erdumlaufbahn mit Radioteleskopen auf der Erde in einem VLBI-Netzwerk zusammen,
während bei DSLWP zwei Satelliten in Bewegung waren und dabei ständig wechselnden Gravitationseinflüssen ausgesetzt waren, je nachdem an welcher Stelle im Erde-Mond-System sie sich gerade befanden. Der optimale Arbeitsbereich für lunare Niederfrequenzinterferometrie liegt in dem Bereich hinter dem Mond, wo sich die Kernschatten von Erde und Sonne überschneiden, d. h. dort wo eine Fernsteuerung von der Erde aus absolut unmöglich ist. Daher waren beide Satelliten mit Funkeinrichtungen ausgestattet, die es ihnen erlaubten, miteinander zu kommunizieren und Dinge wie die Synchronisation der Borduhren und die präzise Adjustierung ihres Abstands selbstständig durchzuführen.
Die beiden Satelliten waren am 20. Mai 2018 zusammen mit der Elsternbrücke gestartet. Dann konnte jedoch Longjiang-1 am 23. Mai ein notwendiges Bahnkorrekturmanöver nicht durchführen und flog am Mond vorbei. Longjiang-2 musste nun als einzelne Einheit operieren.
Nichtsdestotrotz wird die Mission von den Verantwortlichen des Mondprogramms der Volksrepublik China als Erfolg gewertet. Longjiang-2 war der erste Mikrosatellit, der selbstständig in einen Erde-Mond-Transferorbit einschwenkte, in Mondnähe Bahnkorrekturmanöver durchführte und so eine Umlaufbahn um den Mond erreichte. Dies eröffnete neue Möglichkeiten für Tiefraummissionen mit geringen Kosten. Wie es Chen Xuelei (陈学雷, * 1969), der wissenschaftliche Leiter des Projekts bei den Nationalen Astronomischen Observatorien der Chinesischen Akademie der Wissenschaften bei einem Interview im Februar 2018 ausdrückte, war DSLWP von vornherein mehr ein Experiment, bei dem man für die Planung zukünftiger Missionen lernen wollte.
Als Nutzlast trug Longjiang-2 unter anderem einen vom Nationalen Zentrum für Weltraumwissenschaften der Chinesischen Akademie der Wissenschaften unter der Leitung von An Junshe (安军社) entwickelten und gebauten Langwellendetektor, mit dem er während der 437 Tage, die er im Mondorbit verbrachte – eigentlich war nur eine Lebensspanne von einem Jahr vorgesehen, aber durch den Wegfall der Interferometrie-Experimente konnte der Satellit Treibstoff sparen – ein kontinuierliches Spektrum im Bereich von 1–30 MHz aufnahm. Da der Satellit in seinem zunächst um 21° gegenüber dem Mondäquator geneigten Orbit abwechselnd vor und hinter dem Mond war,
konnte er umfassende Untersuchungen über den Effekt der elektromagnetischen Störstrahlung von der Erde auf Beobachtungen im Niederfrequenzbereich durchführen. Am 31. Juli 2019 um 22:20 Peking-Zeit wurde Longjiang-2 nach halbjährigem Absenken seines Orbits auf der Rückseite des Mondes kontrolliert zum Absturz gebracht.

## Hongmeng
Das ursprüngliche DSL-Projekt (siehe oben) war zwar von der ESA und der Chinesischen Akademie der Wissenschaften 2015 zunächst zurückgestellt worden, wurde aber weiter diskutiert, so zum Beispiel im Januar 2019 bei einer vom Internationalen Institut für Weltraumwissenschaften organisierten Arbeitstagung in Peking. An jener Veranstaltung nahm noch eine Vielzahl von ausländischen Wissenschaftlern teil, ab 2020 wurde das Projekt jedoch von China im Alleingang vorangetrieben. Die wissenschaftliche Leitung hat, wie bei den Longjiang-Satelliten, Chen Xuelei von den Nationalen Astronomischen Observatorien, unterstützt von Yan Jingye (阎敬业) vom Nationalen Zentrum für Weltraumwissenschaften.
Viele der beteiligten Wissenschaftler hatten bereits bei der Vorbereitung des ursprünglichen DSL-Projekts mitgewirkt.
Die Neuauflage des Projekts trägt nun den englischen Namen Discovering the Sky at the Longest Wavelengths, weiterhin „DSL“ abgekürzt, und ist in China unter der Bezeichnung „Hongmeng“ (鸿蒙 bzw. „Großer Nebel“) bekannt, die daoistische Bezeichnung für das Universum in der Zeit zwischen der Spaltung des Wuji in das Taiji (dem Urknall) und der Erschaffung der Welt durch Pangu.
Konkret interessiert die Astronomen das Dunkle Zeitalter, also die Zeitspanne zwischen der Entstehung der kosmischen Hintergrundstrahlung etwa 380.000 Jahre nach dem Urknall und vor der Entstehung der ersten Sterne sowie die etwa 150 Millionen Jahre später beginnende Reionisierungsepoche, als sich die ersten Sterne und Galaxien bildeten, Hierfür sollen nun im Jahr 2025 zehn Satelliten in einen Orbit um den Mond gebracht werden.
Neun dieser Satelliten sollen ein Interferometer bilden, das, während sich die in einer Linie fliegende Gruppe auf der erdabgewandten Seite des Mondes befindet, Daten sammelt und an den zehnten Satelliten übermittelt. Dieser soll die Daten mit einem stärkeren Sender an das Bodensegment funken, wenn sich die Gruppe auf der erdzugewandten Seite des Mondes befindet. Da die Satelliten dem MOnd auf seiner Bahn um die Erde folgen, kann innerhalb eines Monats der gesamte Himmel beobachtet werden.